# Tumulus von Nillizien
Der Tumulus von Nillizien (französisch La sépulture circulaire de Lann-en-ilizien à Silfiac oder sépulture circulaire de Pontivy  – dt. Kreisgrab von Pontivy) ist ein eisenzeitlicher Tumulus in Pontivy im Département Morbihan in der Bretagne in Frankreich. Er liegt im westlichen Teil des „Square Lenglier“, nahe der St.-Joseph-Kirche.
Das Gebäude ist ein Kuppelbau mit einem Erdhügel, der von einer zweistufigen, niedrigen, leicht konischen, runden Mauer aus sauber zugearbeitetem Trockenmauerwerk umgeben ist. Er hat etwa 5,4 m Durchmesser und 1,7 m  Höhe. Das Monument diente um 600 v. Chr. einem gallischen Häuptling und seine Familie als Grab.
Der Tumulus wurde 1890 im Dorf Nillizien (in Silfiac) entdeckt, abgebaut und 1891 durch den Archäologen Jerome Le Brigand in Pontivy wieder aufgebaut. Er enthielt drei Urnen, die sich im Musée d'Histoire et d'Archéologie in Vannes befinden und bekam 1906 seinen heutigen Platz. 
Der Tumulus wurde 1892 als Monument historique eingestuft.